# La Gioconda
Pour les articles homonymes, voir Gioconda.
La Gioconda est un opéra en quatre actes d'Amilcare Ponchielli, livret d'Arrigo Boito d'après Angelo, tyran de Padoue de Victor Hugo, créé au Teatro alla Scala de Milan le 8 avril 1876.

## Personnages
- Gioconda, cantatrice (soprano)
- La Cieca[2], sa mère (contralto)
- Enzo Grimaldi, noble génois (ténor)
- Alvise Badoero, membre du conseil des Dix et  chef de l'Inquisition de Venise (basse)
- Laura Adorno, sa femme (mezzo-soprano)
- Barnaba, espion au service d'Alvise (baryton)
- Zuàne, gondolier (basse)
- Isepo, écrivain public  (ténor)
- Un pilote (basse)
- Un chanteur (basse)
- Moines, marins, nobles, masques, enfants (chœur)

## Argument
L'action se déroule à Venise au XVIIe siècle.
Enzo Grimaldi, un noble banni de Venise, revient déguisé en marin. Il est aimé par la cantatrice Gioconda, mais aime Laura, la femme du grand conseiller Alvise. Barnaba, un espion qui désire Gioconda mais qu'elle repousse, reconnait Enzo et le dénonce au conseil. 
Enzo et Laura se rencontrent secrètement à bord de son navire. Gioconda les surprend mais, reconnaissant en Laura celle qui avait sauvé sa mère aveugle, La Cieca, injustement accusée de sorcellerie par Barnaba, elle les avertit de l'arrivée prochaine de ce dernier pour les arrêter. Laura s'échappe et Enzo met le feu à son navire avant de s'enfuir avec Gioconda. 
Alvise, ayant découvert la liaison de sa femme, la contraint à prendre un poison, mais Gioconda y substitue un somnifère et réussit à la transporter chez elle, où Enzo doit la retrouver. Pour les sauver, Gioconda promet à Barnaba de se donner à lui. Une fois Enzo et Laura enfuis, Barnaba arrive pour toucher sa « récompense ». Gioconda, faisant d'abord mine de se soumettre à lui, sort de sa cape un poignard et se transperce le cœur, mourant instantanément. Furieux de voir Gioconda lui échapper, et dans un dernier geste de vengeance, il lui dit à l'oreille qu'il a fait noyer sa mère La Cieca, mais en vain : Gioconda est déjà morte.

## Analyse
Le même sujet avait déjà été traité par Saverio Mercadante dans son opéra Il Giuramento (1837). Boito a profondément transformé la trame de Hugo pour la rendre conforme au schéma fixé par Verdi depuis le milieu du XIXe siècle. La Gioconda fait le pont entre le drame romantique verdien (Aida et Otello), auquel il emprunte beaucoup par les mélodies et les structures (le finale du IIIe acte), et le futur opéra vériste puccinien.
C'est l'un des seuls opéras qui offre un rôle d'importance à chacun des six grands types de voix : soprano, mezzo, contralto, ténor, baryton et basse. Il a connu un grand succès et doit encore sa notoriété au grand aria pour soprano Suicidio et à son ballet, la Danse des heures, dont Walt Disney s'inspira dans son long-métrage d'animation Fantasia en 1940.
Les plus grands artistes lyriques du XXe siècle s'y sont illustrés, de Maria Callas (qui a enregistré le rôle deux fois) à Montserrat Caballé ou Renata Tebaldi pour le rôle de Gioconda, Giuseppe di Stefano ou Mario del Monaco pour celui d'Enzo, Giulietta Simionato, Ebe Stignani et Fiorenza Cossotto dans Laura, etc.

## Premières
- Saint-Pétersbourg : 30 janvier 1883.
- Vienne : 28 avril 1883.
- Londres : 7 juin 1883.
- Nice : 29 décembre 1886.
- New York : 20 décembre 1883, avec Nilsson, Scalchi, Fursch-Madi, del Puente et Novara.
- Reprise au Metropolitan Opera, le 25 décembre 1913[3].

### Discographie sélective
- 1931 : Giannina Arangi-Lombardi, Alessandro Granda, Gaetano Viviani, Ebe Stignani, Corrado Zambelli, chœur et orchestre du Teatro alla Scalaa, Lorenzo Molajoli - réed. Naxos
- 1952 : Maria Callas, Gianni Poggi, Paolo Silveri, Fedora Barbieri, Giulio Neri, Maria Amandini, chœur et orchestre de la RAI de Turin, Antonino Votto (dir.) – EMI Classics
- 1956 : Zinka Milanov, Giuseppe di Stefano, Leonard Warren, Rosalind Elias, Plinio Clabassi, chœur et orchestre de l'Académie nationale Sainte-Cécile, Fernando Previtali (dir.) – RCA Victor
- 1957 : Anita Cerquetti, Mario del Monaco, Ettore Bastianini, Giulietta Simionato, Cesare Siepi, Franca Sacchi, chœur et orchestre du Mai musical florentin, Gianandrea Gavazzeni (dir.) – Decca
- 1959 : Maria Callas, Pier Miranda Ferraro, Piero Cappuccilli, Fiorenza Cossotto, Ivo Vinco, chœur et orchestre du Teatro alla Scala, Antonino Votto (dir.) – EMI
- 1967 : Renata Tebaldi, Carlo Bergonzi, Robert Merrill, Marilyn Horne, Nicola Ghiuselev, Oralia Dominguez, chœur et orchestre de l'Académie nationale Sainte-Cécile, Lamberto Gardelli  (dir.) – Decca
- 1980 : Montserrat Caballé, Luciano Pavarotti, Agnès Baltsa, Sherrill Milnes, Nicolai Ghiaurov, National Philharmonic Orchestra, Bruno Bartoletti  (dir.) – Decca
- 1986 : Eva Marton, Giorgio Lamberti, Samuel Ramey, Livia Buday-Batky, Anne Gjevang, Sherrill Milnes - Hungaroton Opera Chorus, Hungarian State Orchestra, Giuseppe Patane (dir.) – Hungaroton
- 2005 : Andrea Gruber, Marco Berti, Alberto Mastromarino, Carlo Colombara, Ildikó Komlósi, Elisabetta Fiorillo, chœur, ballet et orchestre des Arènes de Vérone, Donato Renzetti (dir.) – Dynamic